# Achtheres lacae
Achtheres lacae är en kräftdjursart som beskrevs av Henrik Nikolai Krøyer 1863. Achtheres lacae ingår i släktet Achtheres och familjen Lernaeopodidae. Inga underarter finns listade i Catalogue of Life.